# Maori réce
A maori réce (Anas aucklandica) a madarak (Aves) osztályának lúdalakúak (Anseriformes) rendjébe, ezen belül a récefélék (Anatidae) családjába tartozó faj.

## Előfordulása
A maori réce Új-Zéland déli részén elhelyezkedő Auckland-szigetek endemikus élőlénye. Korábban az egész szigetcsoporton megtalálható volt, de manapság már csak azokon a szigeteken él, ahol nincsenek betelepített ragadozók (menyétfélék, vörös róka, patkányok). Ezek a szigetek: Adams-sziget, Enderby-sziget, Disappointment-sziget és néhány más kisebb szigetek. Egy korábbi beszámolás a fajról, az Északi-sziget közelében levő The Snares-szigetcsoportnál (Hector, 1896) csak egy eltévedt állatról szólhatott.
Korábban az Anas chlorotist és a Campbell-récét (Anas nesiotis) a maori réce alfajainak tekintették.

## Megjelenése
A maori réce kisebb, mint a főszigeteken élő Anas chlorotis. Tollazatának legnagyobb része barna, kissé zöldes a nyak hátulsó része. Szemét szembetűnő fehér gyűrű veszi körül. A nőstény kissé sötétebb, mint a hím. Szárnyai igen kicsik, és mint a Campbell-réce, ő is elvesztette röpképességét.

## Életmódja
A madár inkább szürkületkor és éjjel tevékeny, hogy elkerülje a nappali ragadozókat: az új-zélandi sólymot és a halfarkasokat. A szigeteken sokféle élőhelyen megtalálható, köztük a magas fűben, cserjésekben és a partok mentén. A maori réce kisebb állatokkal táplálkozik: tengeri gerinctelenekkel, rovarokkal, felemáslábú rákokkal és egyéb gerinctelenekkel. A madár területvédő, de néha csapatokba is verődik.